# Château Dillon
Château Dillon est un château et un domaine viticole situés sur la commune de Blanquefort en Gironde en appellation Haut-Médoc Cru Bourgeois. Propriété du Ministère de l'agriculture, il abrite aujourd'hui un lycée agricole.

## Histoire

### Château de Terrefort
Une maison forte, le château Terrefort, existait à cet endroit, le lieu-dit Terre-Fort. Le plus ancien propriétaire connu est Henri de Laussade dont la veuve achète des vignes à un laboureur en 1596. Il s’agissait probablement de vignes de cépages blancs, les plus répandues à l’époque en Médoc.
Le château Dillon a été construit à la fin du XVIIe siècle et au tout début du XVIIIe siècle et le puits porte inscrit la date de 1705.

### Domaine de Robert Dillon
En 1753, le négociant irlandais Robert Dillon (1710-1764), naturalisé français par Louis XV, vient s'installer à Bordeaux pour prendre en charge les affaires de son frère décédé. Sa réussite dans la banque lui permet de se rendre acquéreur à la fois d’une maison en ville et d’une propriété à la campagne, le Château de Terrefort, le 29 juillet 1754.
Mort subitement en 1764, son domaine est en partie confisquée par l’état en 1792, ses propriétaires monarchistes ayant émigré en Angleterre pendant la Révolution. L’un des fils de Robert Dillon réussit à reconstituer le domaine en rachetant les parcelles confisquées jusqu’en 1806.
La propriété passe ensuite de main en main jusqu’en 1829 jusqu'à son rachat par François Seignouret.

### Propriété de Francois Seignouret
François Seignouret est un bordelais parti faire fortune en Louisiane dans la fabrication de mobilier haut-de-gamme. Dans sa ville natale, il revient investir d'importants fonds dans l’immobilier, jusqu'à racheter en 1829 le domaine de Terrefort, qui s'étend alors sur sept hectares.
L'année suivante, il fonde une société d’exportation de vins, et transforme ses ateliers d’ébénisterie de La Nouvelle-Orléans en chais. Il crée aussi la marque « Château Dillon ». Ce nom est connu aux États-Unis en raison de la participation de plusieurs Dillon à la guerre d’indépendance.
En 1840, il fait construire des chais avec leurs trois pignons médocains traditionnels. Ceux-ci seront reconstruits à la suite d’un incendie, plus grands qu’à l’origine (ils servent aujourd’hui de salles de réception).
À la mort de François Seignouret en 1852, sa veuve continue le développement de l'exploitation qui s'étend en 1890 sur 125 ha, dont 52 réservés au vignoble.

### Aujourd'hui lycée viticole
Dillon reste entre les mains de la famille Seignouret par l’intermédiaire de deux descendantes successives, dont Marie-Thérèse Filippini, l’arrière-petite-fille, qui en hérite en 1937. Veuve du Vicomte d’Arlot de Saint-Saud, elle vend la propriété au Ministère de l’Agriculture en 1956, alors que les terres sont louées depuis 1923 à l’École d’Agriculture, de Viticulture et d’Horticulture de Blanquefort.
Devenu École Régionale d'Agriculture le 2 décembre 1955, il se transforme en Lycée Agricole de Bordeaux-Blanquefort le 21 avril 1963, plus connu sous le nom de Lycée viticole de Blanquefort, qui assure un enseignement de la seconde à l'enseignement supérieur.
En 2010, les lycées viticoles de Blanquefort et de Libourne, ainsi que l’École de viticulture et d’œnologie de La Tour Blanche, fusionnent pour former l’EPLEFPA Bordeaux-Gironde.

### Reconnaissance patrimoniale
Le château est inscrit monument historique le 5 décembre 1984.

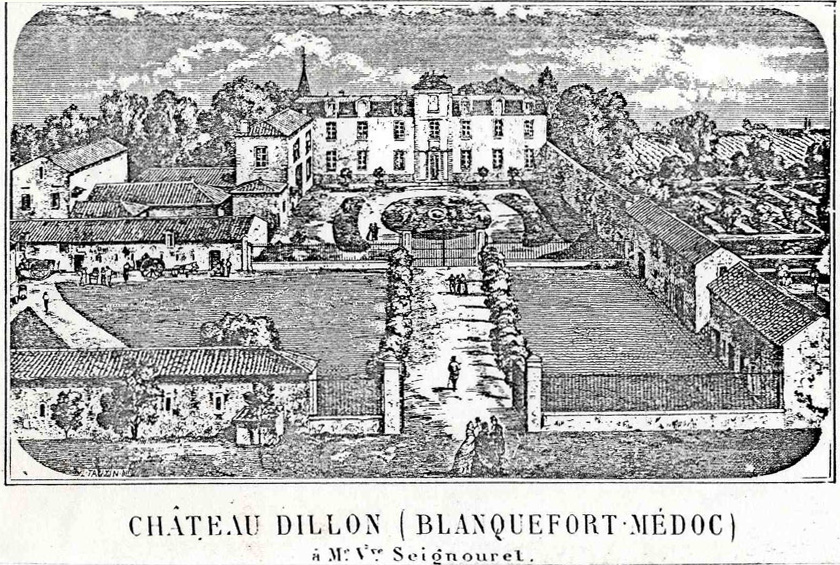
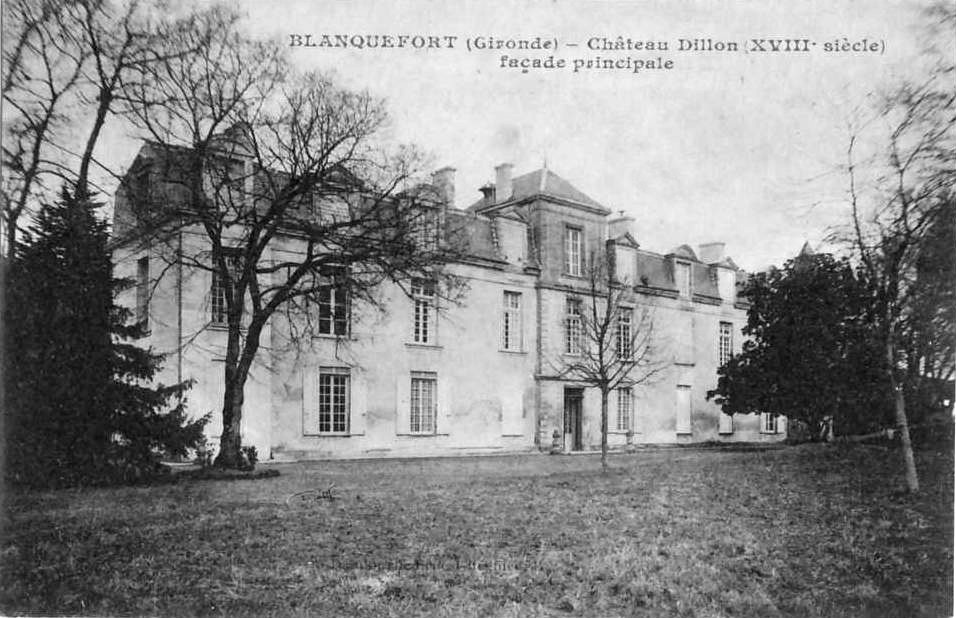

## Architecture
Le château possède des éléments remarquables dont le portail d'entrée, sa grille et un puits.
Les façades et les toitures sont aussi inscrits monuments historiques ainsi que la cage d'escalier, l'escalier et sa rampe en fer forgé ainsi que des décors de stuc et une cheminée du rez-de-chaussée.

## Exploitation viticole
Château Dillon est un vin AOC Haut-Médoc, cru bourgeois rouge.
Sur une superficie de 40 ha d'un terroir de graves et argilo-calcaire sont plantées des vignes, principalement du cabernet sauvignon (52 %) et du merlot (41 %) mais aussi du petit verdot (6 %) et du carménère (1 %). La production annuelle est de 250 000 bouteilles.
Depuis 2004, l'ensemble du site est certifié ISO 14001.